# オーディオ・プランニングユー
株式会社オーディオ・プランニングユー（英: AUDIO PLANNING U INC.、略称: APU）は、アニメーションの音響制作を手がける日本の企業。日本音声製作者連盟正会員。

## 概要・沿革
虫プロダクション（旧）出身の音響監督である浦上靖夫が1972年4月25日に創立した。当初は自社スタジオを持たず、他社のスタジオ（整音スタジオ、アバコスタジオ、番町スタジオなど）を使用していた。
1981年、東京都渋谷区東の常盤松ロイアルハイツに本社オフィスおよび自社スタジオ「APUスタジオ」を構える。
2003年にマルチオーディオスタジオ「APU MEGURO STUDIO」の完成に伴い、本社機能を移転。併せてロゴタイプを更新し、カタカナ表記の「オーディオ・プランニング・ユー」から英字表記「AUDIO PLANNING U」とクレジットされるようになった。
関連会社にスタジオの管理・運営を行う「株式会社エーピーユースタジオ（旧：株式会社APU目黒スタジオ）」がある。尚、目黒スタジオの呼称は2014年頃より廃止され、2023年現在、スタッフクレジットにおいては音響制作・録音スタジオともに「AUDIO PLANNING U」表記となっている。
『ドラえもん』『クレヨンしんちゃん』『名探偵コナン』『それいけ!アンパンマン』『忍たま乱太郎』など長寿作品を手がけ、大手声優事務所に所属する中堅からベテランクラスの声優を多く起用するのが特色。一方、2010年代以降は新規で担当する作品が減少傾向にある。

## 所属スタッフ

### 役員
※2018年10月現在、商業登記簿にて得られた情報による。
- 代表取締役社長：浦上靖之
- 取締役：田中章喜、田口信孝、山本寿
- 監査役：山田宏敬

### 音響監督
- 大熊昭（元取締役、東京スタジオセンター出身）
- 田中章喜（ミキサー兼任）
- 山田知明（フリー、ライズスピリット）
- 浦上靖之
- 浦上慶子
- 相磯大貴（監督助手）

### ミキサー
- 山本寿
- 田口信孝
- 渡辺翔太
- 原田純次
- 岡田朋浩
- 栗原あいみ
- 久保田和華

### 音響制作デスク
- 土屋枝穂
- 太田恵理子
- 佐藤初奈

### 主なOB・OG
- 浦上靖夫（創設者で前代表取締役、在籍中に死去）
- 浦上和子（浦上靖夫夫人で元取締役。故人）
- 山田悦司（フリー転身後に死去）
- 松浦典良（→株式会社「現 GEN」設立後に死去）
- 井澤基
- 中戸川次男
- 大城久典
- 小林克良（→トリニティサウンド代表取締役）
- 野崎博樹（→音塾→サウンドガーデン→ちゅらサウンド）
- 嶋澤みどり（→ブロードメディア・スタジオ（旧ムービーテレビジョン）→フリー）
- 赤座聡子（→サウンズアート→スポット）
- 柴田信弘
- 内山敬章
- 小澤恵（→ライズスピリット）
- 加藤知美
- 村越直（→グロービジョン）
- 新沼愛（→ネルケプランニング→dugout）
- 穂積千愛（→Simplicity）
- 鶴巻慶典（→サウンドチーム・ドンファン）
- 小沼則義（→フリー、一部の担当作品は独立後も継続）

## 音響制作を手がけたアニメ作品

### シンエイ動画
- ドラえもん(1979年から2005年まで、2005年版を含む)
- クレヨンしんちゃん
- ゲームセンターあらし
- あたしンち
- プロゴルファー猿
- オバケのQ太郎[新]
- エスパー魔美
- ウルトラB
- つるピカハゲ丸くん
- 新プロゴルファー猿
- ビリ犬
- 美味しんぼ
- おぼっちゃまくん
- ビリ犬なんでも商会
- 笑ゥせぇるすまん
- チンプイ
- ガタピシ
- 夢魔子
- 八百八町表裏 化粧師
- どろろんぱっ!
- 21エモン
- さすらいくん
- 忍ペンまん丸
- ヨシモトムチッ子物語
- ジャングルはいつもハレのちグゥ
- 河童のクゥと夏休み
- 黒魔女さんが通る!!
- となりの関くん
- アニメで分かる心療内科
- ゴーちゃん。

……ほか

### トムス・エンタテインメント（東京ムービー）
- エンジェル・ハート
- それいけ!アンパンマン
- 名探偵コナン[2]
- モンスターファームシリーズ
- 魔法騎士レイアース
- 怪盗セイント・テール
- 天使な小生意気
- 史上最強の弟子ケンイチ
- バキシリーズ

……ほか

### サンライズ
- 無敵超人ザンボット3
- 無敵鋼人ダイターン3
- 機動戦士ガンダム
- 機動戦士Vガンダム
- 機動武闘伝Gガンダム
- 新機動戦記ガンダムW
- 機動新世紀ガンダムX
- 機動戦士ガンダムSEED
- 装甲騎兵ボトムズ
- 伝説巨神イデオン
- ガサラキ
- ママは小学4年生
- 疾風!アイアンリーガー
- 無限のリヴァイアス
- BRIGADOON まりんとメラン
- スクライド
- プラネテス
- コードギアス 反逆のルルーシュ
- カラフル

……ほか

### スタジオジブリ
- 火垂るの墓
- 海がきこえる
- 平成狸合戦ぽんぽこ

### マッドハウス
- 俺物語!!
- YAWARA!

### 手塚プロダクション
- ブラック・ジャック
- ブラック・ジャック21
- ジャングル大帝 勇気が未来をかえる
- ザ・ファブル

### その他
- 海のトリトン
- ガン・ソード
- ドン・チャック物語
- あらいぐまラスカル
- 忍たま乱太郎
- ぼくの地球を守って
- ヘラクレス
- RAGNAROK THE ANIMATION
- やっとかめ探偵団
- それでも世界は美しい
- パズドラクロス
- パズドラ
- ニンジャラ
- 出会って5秒でバトル

公式ホームページも参照のこと。